# Jean-François Jodry
 (mai 2009).
Si vous disposez d'ouvrages ou d'articles de référence ou si vous connaissez des sites web de qualité traitant du thème abordé ici, merci de compléter l'article en donnant les références utiles à sa vérifiabilité et en les liant à la section « Notes et références ».
Jean-François Jodry, né en 1944 à Paris, est un architecte français.

## Éducation
Jean-François Jodry est né à Paris en 1944 et a poursuivi une scolarité aux lycées Condorcet et Buffon. Parallèlement à des études poursuivies à l'École nationale supérieure des beaux-arts, au sein de l'Atelier Beaudoin, il mène dès la première année une vie d'agences parisiennes. Se fixant durant trois années à l'Atelier Herbé-LeCouteur, il participe à l'aménagement du Cap d'Agde et y remporte le concours pour le Pavillon de la France à l'Exposition universelle d'Osaka. Sensibilisé par la prise en compte des problèmes urbains dans l'art de construire il entre en 1967 à l'Institut d'urbanisme de l'université de Paris dont il sort diplômé en 1971. Architecte DPLG en 1969, il part exercer deux ans en Tunisie au titre de la coopération technique sur les problèmes de l'habitat et d'infrastructures touristiques.	 	
À l'aide d'une bourse du Ministère des Affaires étrangères, il part à Boston poursuivre un programme conjoint entre l'université Harvard et le MIT. Poursuivant sa recherche aux États-Unis, il collabore avec Dan Kiley, architecte-paysagiste sur les projets de Welfare Island à New York et du National Art Gallery de Washington. Honoré Chapman Fellow et obtenant un Master of City Planning in Urban Design de l'université Harvard, il rentre en France en 1973.

## 1973 - 1992: Viguier & Jodry
Il s'associe avec Jean-Paul Viguier pour créer une agence commune jusqu'à leur séparation en 1992.
Durant dix-huit années avec cette agence, Jean-François Jodry réalise de nombreuses opérations d'urbanisme, logements, immobilier de bureaux et équipements publics tels le Parc André-Citroën, Métropole 19, l'Atrium pour C3D (Caisse des dépôts et consignations) ou le Pavillon de la France à l'Exposition Universelle de Séville.
La verrière de l'immeuble C3D à Boulogne sur Seine a notamment été récompensée en 1992 par le Prix des Plus beaux ouvrages de construction métallique dans la catégorie "Autres constructions".

## 1992 à aujourd'hui: Jodry seul
La décennie suivante voit des concours importants remportés dont celui pour l'aménagement du centre ville de Stuttgart en 1996, des immeubles s'édifier tel le siège de la Direction générale de l'Aviation civile sur l'Héliport de Paris - Issy-les-Moulineaux en 1999 ou le Quasar d'EDF à Mulhouse en 1998, des unités d'habitations se réaliser à Nanterre et à Clichy ou des équipements publics s'ouvrir comme le complexe du Colombier à Issy-les-Moulineaux en 2001 (crèche, école maternelle, école élémentaire, gymnase et centre culturel) ou le collège E. Vaillant à Gennevilliers en 1997.
Parallèlement à ces travaux conceptuels, il enseigne depuis 1996 à l'école d'architecture de Paris Val-de-Seine en tant que maître assistant associé, assure des missions de conseil auprès des collectivités territoriales (en Guyane entre autres depuis 1989) et organismes publics comme le Ministère de la Justice (mission Parriaud en 1998).
À ce jour les perspectives sont riches d'intérêt avec le projet du vélodrome d'Aulnay-sous-Bois, l'université de Corse à Corte, ou la mise en chantier de l'importante opération de bureaux Avant-Seine sur la Z.A.C Rive Gauche quai d'Austerlitz.